# 常壓潛水服

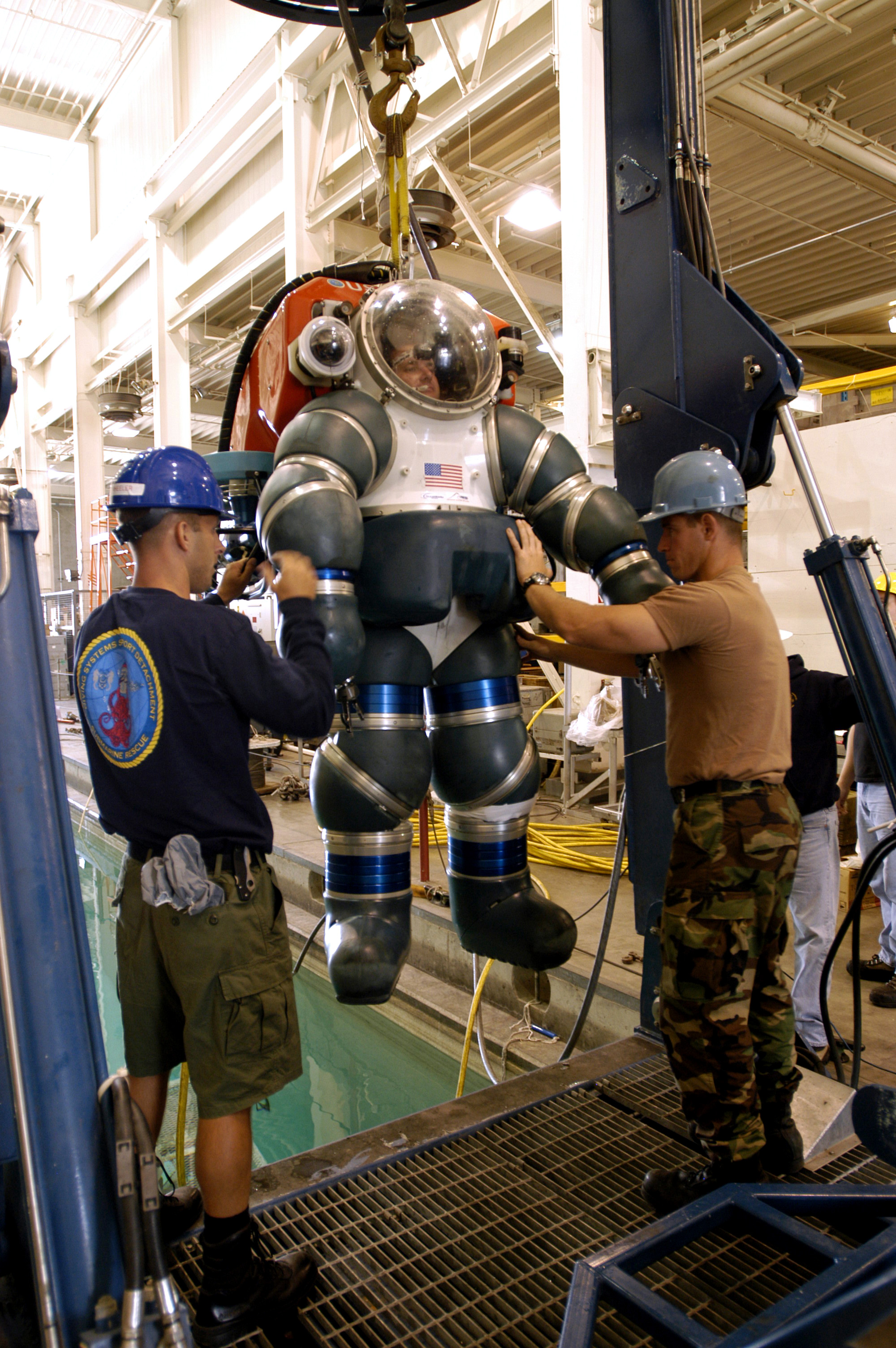
美國海軍正進行常壓潛水服潛水訓練

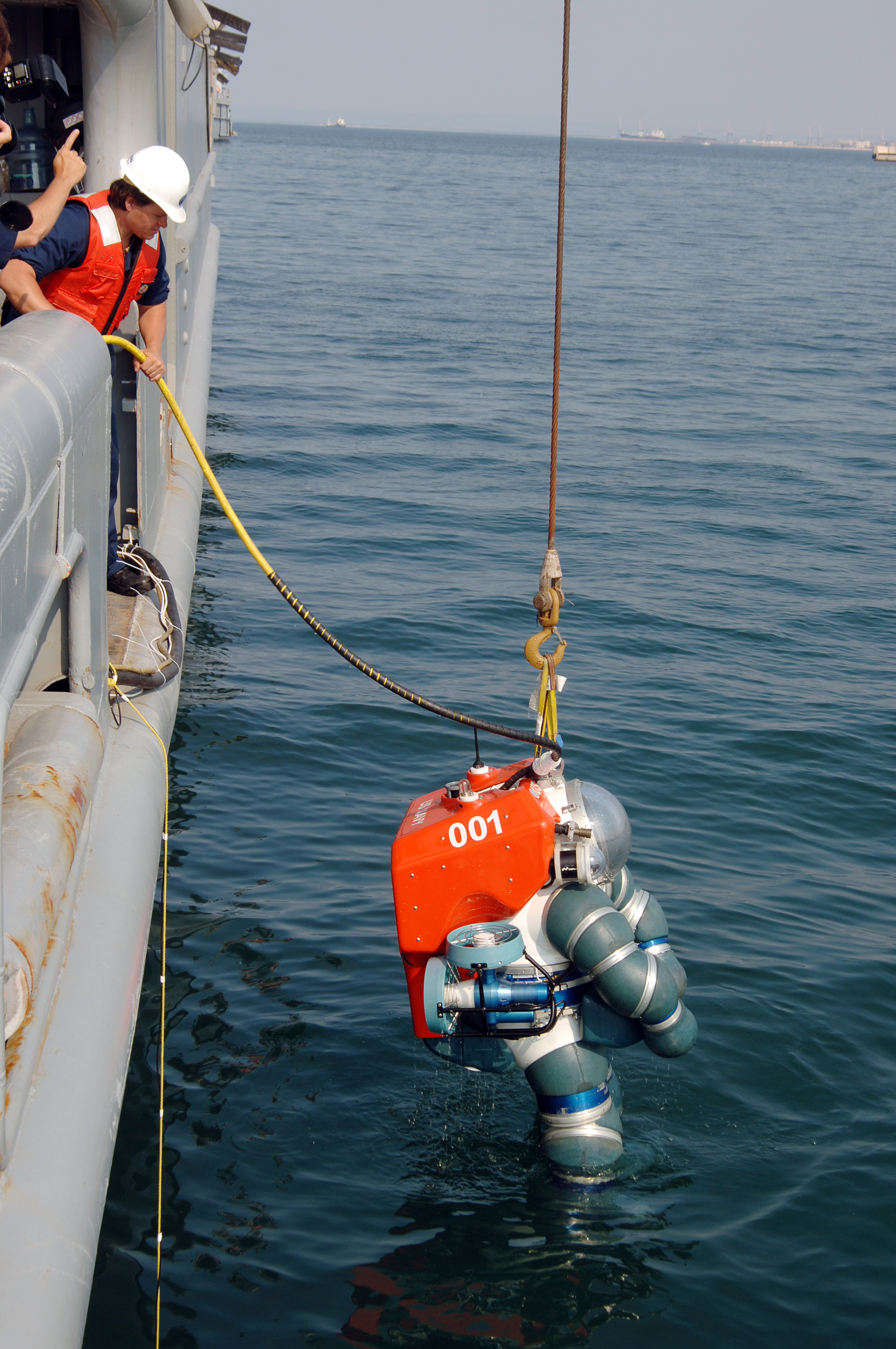
因為常壓潛水服重量大，所以在水面上需要使用起重機移動

常壓潛水服（英語：Atmospheric diving suit），又稱大氣壓潛水服，是一種專門用於深海潛水的潛水服，其外觀類似一件盔甲，可以抵抗在水中的水壓，其關節部位採用精密的鉸接，可以保持氣密性，與外部的海水完全隔絕，配合氧氣供應及換氣設備，即使在深海中，潛水服內部的氣壓仍然保持在地面上的正常大氣壓力，而且在浮上水面的過程中無需進行減壓停留以預防潛水夫症。目前這種潛水服的最大下潛深度可達水面下700米，但因為要抵抗水壓，材質厚重堅硬，所以活動靈活性較低，而且重量大，重量大多超過250公斤，有部分甚至接近1公噸，穿著後是無法在地面上行走，需要借助起重機搬動、吊放入水及從水中回收，但在水中因有浮力，感到的重量將大幅減輕，即使在地面重500公斤，在水中也只是重20多公斤，結合水中推進器，在水中不會出現動彈不得的情況。

## 概要
這種硬殼式的潛水服與一般柔軟材質的潛水服不同，其具有堅硬的殼體形成耐壓殼，並且將包括頭部的身體置於殼體中，維生用的氧氣則注入到屬於潛水服組件的頭盔內。地球海平面的氣壓相當於一個標準大氣壓，在水中的壓力隨水深而增大。一般而言，水深每增加10米，水壓就會增加一個大氣壓，人類最高可承受約16個大氣壓，如無深潛裝備的協助，潛水員可下潛的最大水深度約160米。因為人類正常呼吸時，肺部需要進行持續及有規律的擴張和收縮，隨著水壓因深水增加而加大，一般潛水服不能為人體抵抗水壓，呼吸系統將無法正常運作，即使採用循環式水肺，也不能克服強大水壓導致的呼吸困難，雖然可採用飽和潛水進行深海潛水，但飽和潛水需要大量支援設備。常壓潛水服的盔甲式構造，由潛水服形成的耐壓殼為人體承受水壓，只要在潛水服可承受的水壓範圍內，潛水深度的增加或減少，在潛水服內部的氣壓，仍能維持在可供正常呼吸空氣的一個標準大氣壓，所以使用常壓潛水服的潛水深度可達水下數百米，而且浮出水面前無需在水中進行減壓停留。常壓潛水服除了有空氣循環系統維持潛水員正常呼吸的基本需要，又因穿著這種潛水服的潛水員不能穿著蛙鞋，所以在潛水服的後部會設有水中推進器，使潛水員可在水中移動。因為陽光難以到達深海，在超過200米的水深，對於人眼觀察已近乎漆黑一片，照明裝置亦成為常壓潛水服必不可少的配備。

## 外部鏈接
维基共享资源上的相關多媒體資源：常壓潛水服